# Бојник
Бојник је градско насеље у Србији и седиште истоимене општине у Јабланичком управном округу. Према попису из 2022. било је 3.087 становника.

## Историја
Далеко у историјску прошлост, сеже градитељско, споменичко и духовно наслеђе на просторима општине Бојник. На то указују бројни материјални остаци из преисторије (фрагменти керамике), античког и рановизантијског периода (градови - утврђења и водовод) и средњовековног периода (цркве и црквишта).
Из праисторијског периода постоји насеље откривено у Лапотинцу на локалитету Селиште (фрагменти керамике из Старчевачке групе)
Из античког периода (Грчка и Римска цивилизација) потиче недовољно истражено и запуштено археолошко налазиште у Горњем Бријању, познато као Горњебријанско кале, која представља римску тврђаву подигнуту највероватније у 3. веку.
Из рановизантијског периода потиче римско насеље код Бојника регистровано на обали Пусте реке, између Доњег Коњувца и Бојника (град Костура). У њему је између осталог пронађена мермерна глава римског грађанина (изложена у народном музеју у Лесковцу), док су камен, цигла, керамика и други трагови насеља из рановизантијске епохе, откривени и у селу Ображда. 
Из периода средњег века датирају материјални остаци неколико цркава и црквишта. 
Бојничка здравствена задруга је 1938. запослила доктора Лиђија, емигранта пореклом из Спољне Монголије - био је једини лекар за 30.000 становника Пусте реке.
Након српско-турских ратова Бојник је припао Кнежевини Србији. Тај крај је делимично запустео јер су се Арнаути махом иселили у Турску царевину. Седиште Бојничке општине 1882. године било је у Бојнику. Ту је било 15 кућа са 389 кућа, углавном досељеника. Насељеници су донели покретни иметак и населили се у плодној Пусторечкој долини.
Током Другог светског рата бугарски окупатори су 17. фебруара 1942. године спалили куће и побили готово све житеље Бојника и суседног села Драговца, а међу стрељанима било је много жена, стараца и деце. Био је то, у односу на број становника овога краја Србије, најмасовнији масакр над Србима у Другом светском рату (што је чинило преко 90% тадашњег становништва).

## Демографија
Из пописа становништва 2011. у Бојнику је живело 2321 пунолетни становник, а просечна старост становништва износила је 34,9 година (34,7 код мушкараца и 35,0 код жена). Насеље је имало 912 домаћинстава, а просечан број чланова по домаћинству је 3,46.
Ово насеље је углавном насељено Србима, а у последња три пописа, примећен је пораст у броју становника.
|             | \| Демографија[7] \| Демографија[7] \| Демографија[7] \| \| Година \| Становника \| Становника \| \| -------------- \| -------------- \| -------------- \| \| 1948. \| 1.004 \| \| \| 1953. \| 1.110 \| \| \| 1961. \| 1.448 \| \| \| 1971. \| 1.780 \| \| \| 1981. \| 2.241 \| \| \| 1991. \| 2.825 \| 2.797 \| \| 2002. \| 3.159 \| 3.269 \| \| 2011. \| 3.100 \| \| \| 2022. \| 3.087 \| \| |            |
| Демографија | |            |
| Година      | Становника | Становника |
| 1948.       | 1.004 |            |
| 1953.       | 1.110 |            |
| 1961.       | 1.448 |            |
| 1971.       | 1.780 |            |
| 1981.       | 2.241 |            |
| 1991.       | 2.825 | 2.797      |
| 2002.       | 3.159 | 3.269      |
| 2011.       | 3.100 |            |
| 2022.       | 3.087 |            |

## Географија
Кроз Бојник протиче притока Јужне Мораве, Пуста река.
Њен извор налази се испод Шопота, највишег врха планине Радан. 
Настаје спајањем Куртишке, Статовачке и Драгоделске реке у засеоку Крушкар. Дужина Пусте реке износи 71 , а површина слива 569 2. Припада Црноморском сливу.
Највећи део слива Пусте реке припада општинама Бојник и Дољевац. Она се улива у Јужну Мораву код Дољевца, у близини ушћа Топлице. 
Пуста река је 60-их година преграђена у свом горњем току, и створена је вештачка акумулација, Брестовачко језеро. Раније се Пуста река називала Подгора. На простору око 330 2 око речног тока простире се истоимена област.

## Култура
Овде се налази Народна библиотека Вук Караџић, Бојник.
Народна библиотека Вук Караџић је општинска библиотека. 
Основана је 1948. године и ова библиотека прикупља, обрађује, чува, и даје на коришћење књиге и осталу библиотечку грађу корисницима услуга.
Осим библиотечке делатности Библиотека организује културно-уметничка дешавања. 
У вишенаменској сали капацитета 250 места, приказују се филмови, организују позоришне представе, трибине, предавања, књижевни сусрети и друге активности. 
У овој библиотеци услуге користи 708 чланова.
Располаже фондом од 29576 књига.

## Спорт
Овде наступа фудбалски клуб Пуста Река, која се тренутно такмичи у Зони Југ, четвртом такмичарском нивоу српског фудбала.
У Бојнику се налази и Спортска хала.
Спортска хала се налази на самој обали Пусте реке, удаљен 300 метара од самог центра Бојника. Ова установа основана је 2017. године.
Ова хала се користи за такмичења у кошарци, одбојци, каратеу, малом фудбалу, стоном тенису. Трибине су капацитета 824. седишта. 
Поред терена, хала садржи и теретану, боксерску салу, модерне свлачионице и кафић.

## Галерија
- Центар Бојника
- Црква Светог Николе
- Улица Зеле Вељковића
- Основна школа „Станимир Вељковић Зеле”
- Споменик у центру
- Спомен бораца у Другом светском рату
- Спомен жртава Другог светског рата
- Средишњи трг у Бојнику са спомеником